# Trường tối

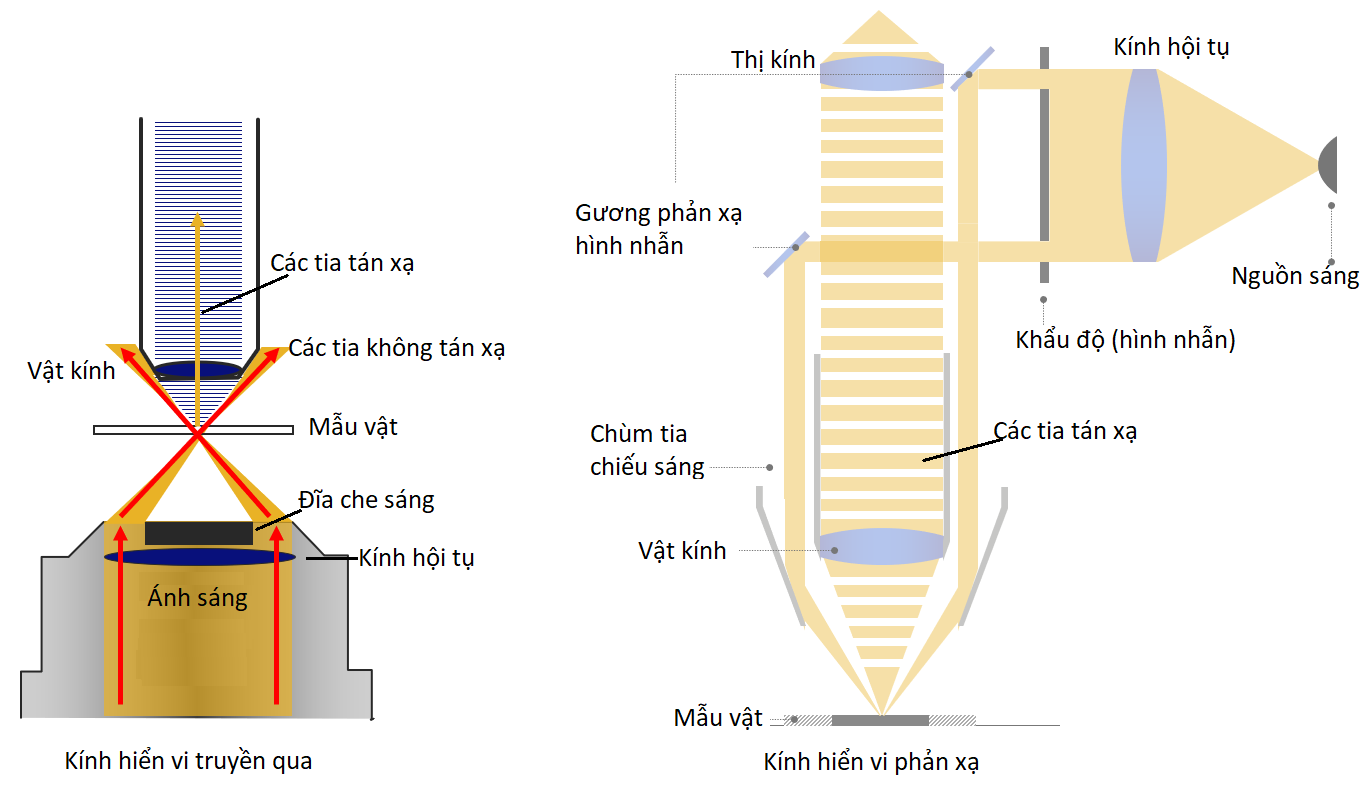
Nguyên lý tạo ảnh trường tối ở kính hiển vi quang học ánh sáng ở chế độ truyền qua và phản xạ,

Trường tối (tiếng Anh: dark-field microscopy) là một phương pháp chụp ảnh hiển vi bằng cách loại bỏ các chùm tia không tán xạ. Kỹ thuật này được sử dụng phổ biến trong các kính hiển vi quang học (ánh sáng) và kính hiển vi điện tử, cho phép tạo ra các bức ảnh có độ tương phản mạnh với nền đen (tối). Nền tối của bức ảnh là lý do nó được đặt tên là trường tối.

## Kỹ thuật trường tối ở kính hiển vi quang học ánh sáng
Nguyên tắc tạo ảnh ở kính hiển vi quang học ánh sáng là sử dụng một dụng cụ (đĩa chắn sáng) để che một phần - ở đây là phần trung tâm - chùm tia chiếu sáng. Chùm sáng chiếu tới vật mẫu sẽ có dạng một nón mà phần trung tâm không có ánh sáng:

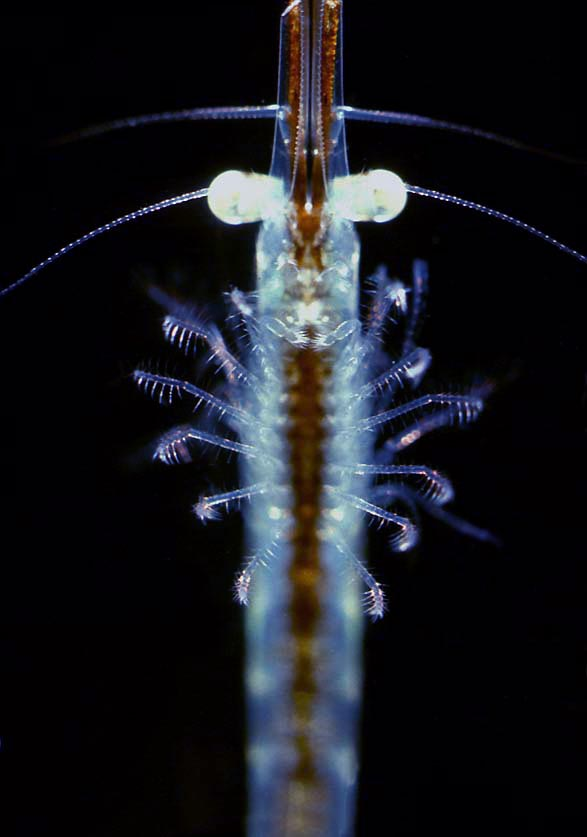
Ảnh trường tối hiển vi quang học của một tiêu bản sinh học. Mẫu vật sẽ sáng trên một nền tối.

- Đối với kính hiển vi ở chế độ truyền qua, đĩa chắn sáng sẽ là một đĩa đen đặt tại trung tâm (phía sau) kính hội tụ. Nón chiếu sáng chiếu tới vật mẫu sẽ có các chùm tia không tán xạ (truyền thằng) nằm ở rìa của nón ánh sáng. Phần trung tâm của nón ánh sáng truyền qua sẽ là chùm tia tán xạ và chùm tia này sẽ được vật kính thu lại và tạo ảnh. Để tạo ra được ảnh trường sáng thì số khẩu độ của vật kính phải nhỏ hơn số khẩu độ của kính hội tụ.
- Đối với kính hiển vi ở chế độ phản xạ, đĩa chắn sáng cũng sẽ đặt sau thấu kính hội tụ nhưng sẽ có dạng hình nhẫn - phần trung tâm bị che sáng, còn phần rìa sẽ cho ánh sáng truyền qua. Gương phản xạ sáng đặt sau đó sẽ cũng có hình dạng tương tự để cho phép phản xạ phần chùm sáng rìa. Vật kính sẽ được thiết kế nhỏ hơn để chùm sáng này không chiếu qua vật kính, mà thay vào đó sẽ phản xạ trên rìa của ống vật kính để chiếu tới vật mẫu. Với cách thiết kế này, các tia sáng tán xạ sẽ được thu lại bởi vật kính để tạo ảnh.

## Kỹ thuật trường tối ở kính hiển vi điện tử truyền qua
Tạo ảnh trường tối cũng là kỹ thuật rất phổ biến được dùng trong các kính hiển vi điện tử truyền qua ở các chế độ CTEM và STEM, cho phép tạo ra ảnh với độ tương phản cao nhạy với cấu trúc tinh thể hoặc độ khác biệt về nguyên tử khối trong mẫu vật.

### Trường tối ở CTEM

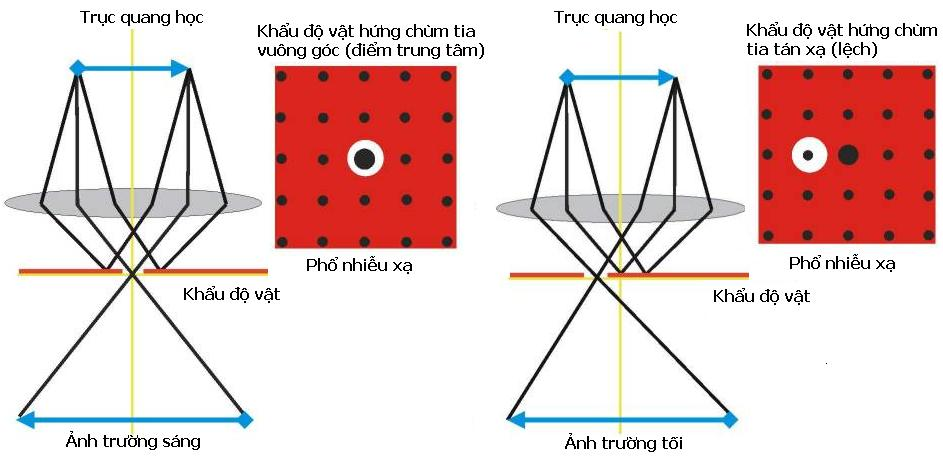
Nguyên lý tạo ảnh trường sáng (trái) và trường tối (phải) ở CTEM

Ở CTEM (chế độ hoạt động của TEM tạo ảnh bằng một chùm tia tĩnh), ảnh trường tối được tạo ra bằng cách sử dụng một khẩu độ vật kính, đặt tại tiêu diện của vật kính, cho phép lỗ truyền sáng của khẩu độ này hứng chùm tia tán xạ sau khi truyền qua mẫu vật để tạo ảnh (chùm tia truyền thẳng qua vật mẫu - không tán xạ sẽ bị loại bỏ vì bị phần rìa của khẩu độ này che chắn). 
Ảnh trường sáng theo cách này có thể thay đổi độ tương phản hay thay đổi hình ảnh bằng cách di chuyển khẩu độ để hứng các chùm tia tán xạ với các góc lệch khác nhau, hoặc có thể giữ nguyên khẩu độ nhưng thay đổi góc của tia tới để di chuyển tia tán xạ khác nhau truyền qua khẩu độ.
Ảnh trường tối ở CTEM có độ tương phản đến từ sự tán xạ của các điện tử trên cấu trúc tinh thể của mẫu vật. Vì thế nó được phân loại vào nhóm ảnh mang độ tương phản tinh thể (diffraction-contrast image). Ảnh trường tối ở CTEM đặc biệt hữu ích trong việc tìm hiểu các khuyết tật hay sai hỏng trên tinh thể.

Ảnh trường sáng (a) và trường tối mẫu hợp kim FeSiBNbCu. Các phần sáng hiện tra trên ảnh trường tối là các tinh thể Fe(Si).

### Trường tối ở STEM

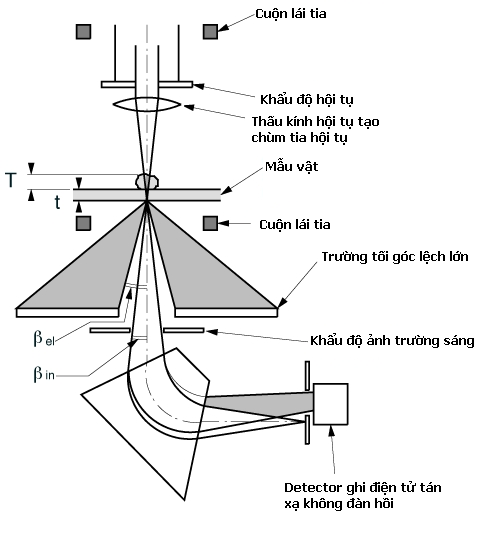
Nguyên lý hoạt động và tạo ảnh trường tối ở STEM.

Tạo ảnh trường tối ở kính hiển vi điện tử truyền qua quét (STEM) là một chế độ tạo ảnh được yêu thích trong nghiên cứu khoa học vật liệu vì khả năng tạo ra ảnh với nhiều thông tin tương phản với khả năng tạo độ phân giải siêu cao. 
Để tạo ra ảnh trường sáng ở STEM, người ta sẽ sử dụng các cảm biến ghi nhận chùm điện tử truyền qua mà ở đó, chỉ các điện tử tán xạ được ghi nhận. Có nghĩa là, chùm điện tử trung tâm của nón điện tử truyền qua sẽ không ghi nhận (phần này tạo ra ảnh trường sáng), thay vào đó, phần rìa nón - góc lệch rìa vành khuyên - sẽ được ghi lại. Tùy theo độ lớn của chùm điện tử này mà ta có thể tạo ra các chế độ ảnh trường sáng khác nhau ở STEM.
- Với góc lệch trung bình (annular angle dark-field, AADF), ảnh sẽ cho độ tương phản phụ thuộc vào cấu trúc tinh thể của mẫu vật - có nghĩa là nó sẽ được liệt vào nhóm ảnh có độ tương phản tinh thể - tương tự như ảnh trường tối ở CTEM.
- Với góc lệch lớn (high annular angle dark-field, HAADF), ảnh tạo ra sẽ độ sáng tỉ lệ với nguyên tử khối (chính xác là bình phương của nguyên tử khối) trong mẫu vật, vì thế tương phản trong ảnh sẽ là tương phản nguyên tử (Z-contrast). Khu vực với nguyên tử khối sẽ có độ sáng cao hơn so với các khu vực có nguyên tử khối thấp hơn.

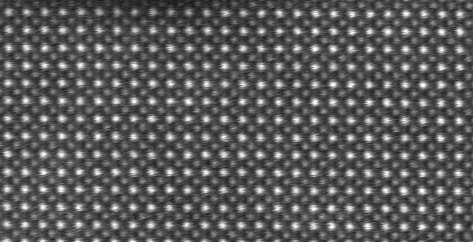
Ảnh HAADF mẫu perovskit strontium titanate SrTiO_{3} với độ phân giải cấp độ nguyên tử. Các nguyên tử Sr, Ti, O sẽ hiện trên ảnh với độ sáng khác nhau do sự khác biệt về nguyên tử khối.